# 18 Delphini
18 Delphini (18 Del / HD 199665 / HR 8030) o también nombrada Musica por la IAU es una estrella de magnitud aparente +5,52 situada en la constelación del Delfín. En 2008 se anunció el descubrimiento de un planeta extrasolar en órbita alrededor de esta estrella.
Situada a unos 238 años luz del sistema solar, 18 Delphini es una gigante amarilla de tipo espectral G6III con una temperatura superficial de 4980 K. Con una luminosidad equivalente a 40 soles, es intrínsecamente menos luminosa que otras gigantes más conocidas como Vindemiatrix (ε Virginis) o Nekkar (β Bootis), siendo igualmente de menor tamaño que éstas, con un radio 8,5 veces más grande que el radio solar.
Su masa es 2,3 veces mayor que la masa solar, con un contenido de hierro respecto al de hidrógeno ligeramente inferior al del Sol ([Fe/H] = -0,05).
Su luminosidad en rayos X sugiere una ligera actividad cromosférica.
La edad de 18 Delphini se estima en algo menos de 800 millones de años.

## Sistema planetario
El planeta, denominado 18 Delphini b o también denominado Arion por la IAU, está situado a 2,6 UA de la estrella, completando una órbita cada 993,3 días. Su masa es de al menos 10,3 veces la masa de Júpiter. Fue descubierto por espectroscopia Doppler desde el Observatorio Astrofísico de Okayama en Japón.
| Acompañante (En orden desde la estrella) | Masa (MJ) | Período orbital (días) | Semieje mayor (UA) | Excentricidad |
| ---------------------------------------- | --------- | ---------------------- | ------------------ | ------------- |
| b (Arion)                                | > 10,3    | 993,3 ± 3,2            | 2,6                | 0,08 ± 0,01   |